# Pennantiaceae
Las pennantiáceas (Pennantiaceae) son una familia de plantas dicotiledóneas pertenecientes al orden de las apiales. Comprende un solo género, Pennantia, y cuatro  especies que se distribuyen en Australia, la isla Norfolk y Nueva Zelanda. Se caracterizan por ser plantas más o menos arbustivas, con flores masculinas y femeninas.
Esta familia ha sido reconocida por sistemas modernos de clasificación, como el sistema APG III de 2009. Anteriormente, Pennantia había sido dispuestos en Icacinaceae , pero los análisis filogenéticos sobre datos moleculares indican que las especies que lo constituyen comprenden un clado monofilético que debe considerarse como una familia separada.

## Especies dePennantia
- Pennantia baylisiana (W.R.B.Oliv.) G.T.S.Baylis,
- Pennantia corymbosa J.R.Forst. & G.Forst.
- Pennantia cunninghamii Miers
- Pennantia endlicheri Reiss.